# العلاقات الإيرانية الناوروية
العلاقات الإيرانية الناوروية هي العلاقات الثنائية التي تجمع بين إيران وناورو.

## مقارنة بين البلدين
هذه مقارنة عامة ومرجعية للدولتين:
| وجه المقارنة                                              | إيران                    | ناورو                          |
| --------------------------------------------------------- | ------------------------ | ------------------------------ |
| المساحة (كم2)                                             | 1.65 مليون               | 21                             |
| عدد السكان (نسمة)                                         | 79.97 مليون              | 10.08 ألف                      |
| الكثافة السكانية (ن./كم²)                                 | 48.47                    | 48.00 ألف                      |
| العاصمة                                                   | طهران                    | ضاحية يارين                    |
| اللغة الرسمية                                             | لغة فارسية               | اللغة الناورونية، لغة إنجليزية |
| العملة                                                    | ريال إيراني              | دولار أسترالي                  |
| الناتج المحلي الإجمالي (بليون دولار)                      | 439.51 مليار             | 113.88 مليون                   |
| الناتج المحلي الإجمالي (تعادل القوة الشرائية) بليون دولار | 1.36 تريليون             | 162.98 مليون                   |
| الناتج المحلي الإجمالي الاسمي للفرد دولار أمريكي          |                          | 9.83 ألف                       |
| الناتج المحلي الإجمالي للفرد دولار أمريكي                 |                          |                                |
| مؤشر التنمية البشرية                                      | 0.766                    |                                |
| رمز المكالمات الدولي                                      | +98                      | +674                           |
| رمز الإنترنت                                              | .ir،                     | .nr                            |
| المنطقة الزمنية                                           | ت ع م+03:30، توقيت إيران | ت ع م+12:00                    |

## منظمات دولية مشتركة
يشترك البلدان في عضوية مجموعة من المنظمات الدولية، منها:
| علم المنظمة | اسم المنظمة                   | تاريخ انضمام إيران | تاريخ انضمام ناورو |
| ----------- | ----------------------------- | ------------------ | ------------------ |
|             | يونسكو                        | 6 سبتمبر 1948      | 17 أكتوبر 1996     |
|             | الاتحاد البريدي العالمي       | ?                  | ?                  |
|             | منظمة الشرطة الجنائية الدولية | ?                  | ?                  |
|             | الأمم المتحدة                 | 24 أكتوبر 1945     | 14 سبتمبر 1999     |
|             | منظمة حظر الأسلحة الكيميائية  | ?                  | ?                  |

## وصلات خارجية
- موقع وزارة الخارجية الإيرانية